# 아나톨리 안토노프

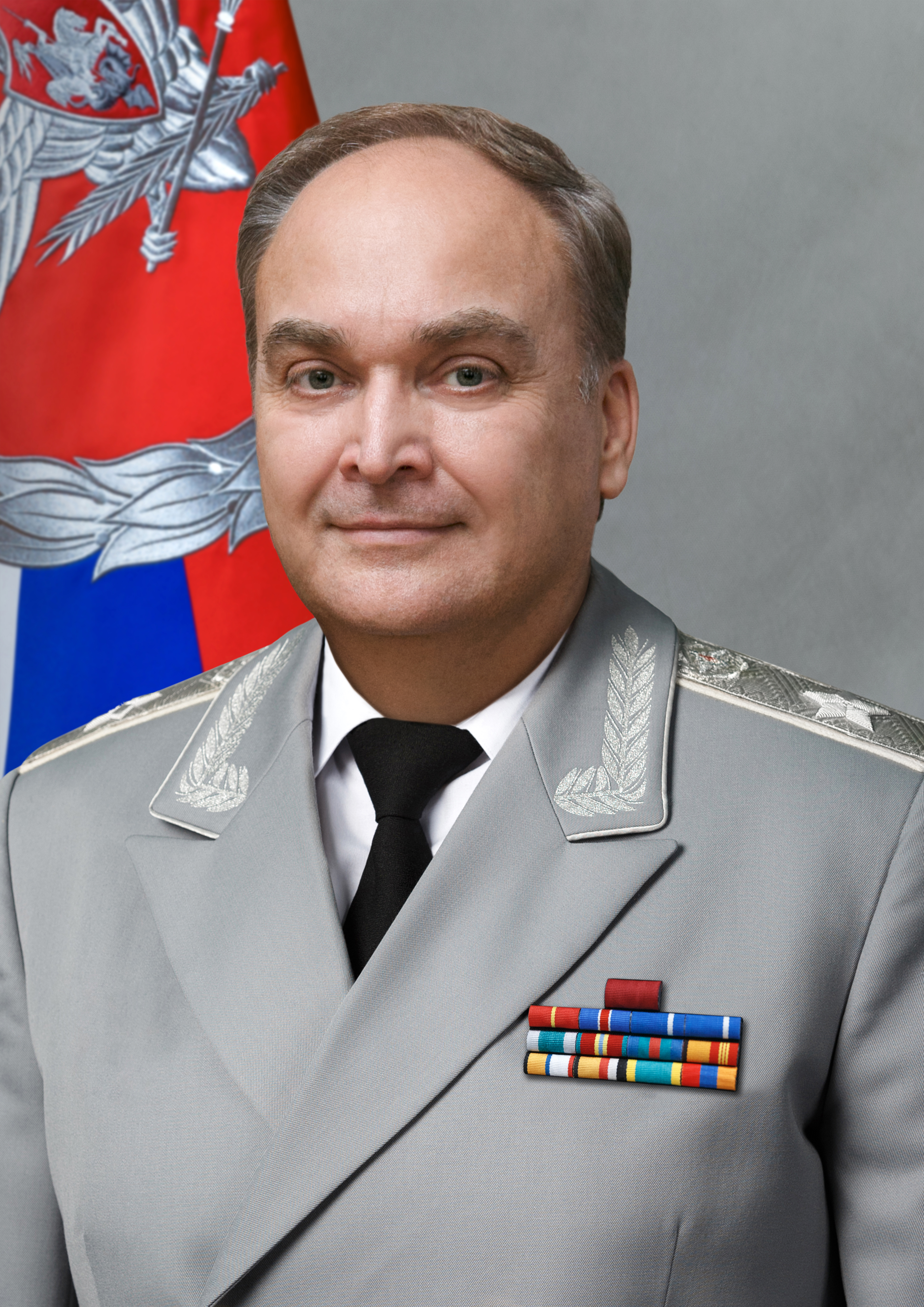
아나톨리 안토노프

아나톨리 이바노비치 안토노프(러시아어: Анатолий Иванович Антонов, IPA: ɐnɐˈtolʲɪj ɪˈvanəvʲɪtɕ ɐnˈtonəf, 1955년 5월 15일, 옴스크 ~ )는 러시아의 정치인이자 외교관이다. 전 미국 주재 러시아 연방 특명전권대사 세르게이 키슬랴크의 후임으로 2017년부터 현재까지 미국 주재 러시아 연방 특명전권대사를 맡고 있다. 강경한 협상가라는 평판이 있는 안토노프는 이전에는 러시아 연방 외무차관, 러시아 연방 국방차관을 지냈다. 2015년 이래 러시아의 우크라이나 군사 개입, 러시아 연방의 크림반도 합병과 관련해 유럽 연합과 캐나다가 제재하는 인사 목록에 포함되어 제재를 받고 있다.
안토노프는 서방에 강경한 러시아의 주요 인사로 분류되어 불테리어라는 명성을 얻었다. 2016년, 크렘린이 힐러리 클린턴이 미국 대통령 선거에서 승리할 것으로 가정, 따라서 양국 관계의 긴장 상태가 유지될 것으로 보이자 안토노프는 차기 미국 주재 러시아 대사로 낙점되었다. 결국에는 이 예상과는 다르게 도널드 트럼프가 2016년 미국 대통령 선거에서 승리했는데도 그는 2008년부터 미국 주재 러시아 대사를 지낸 세르게이 키슬랴크의 자리를 이어받았다.